# Пренцлер, Олаф
Олаф Пренцлер (нем. Olaf Prenzler; род. 24 августа 1958, Kästorf, Нижняя Саксония) — восточногерманский легкоатлет, специалист по бегу на короткие дистанции. Выступал за сборную ГДР по лёгкой атлетике в конце 1970-х — середине 1980-х годов, чемпион Европы, обладатель бронзовой медали соревнований «Дружба-84», победитель и призёр ряда крупных международных стартов, участник летних Олимпийских игр в Москве.

## Биография
Олаф Пренцлер родился 24 августа 1958 года в городе Гифхорн, ГДР. Занимался лёгкой атлетикой в Магдебурге, проходил подготовку в местном одноимённом клубе SC Magdeburg.
Первого серьёзного успеха на международном уровне добился в сезоне 1977 года, когда вошёл в состав восточногерманской сборной и выступил на юниорском европейском первенстве в Донецке, где в зачёте бега на 100 метров выиграл серебряную медаль, уступив только французу Эрману Панзо.
В 1978 году выиграл чемпионат ГДР, на чемпионате Европы в Праге завоевал серебряные награды в беге на 200 метров и в эстафете 4×100 метров.
В 1979 году бежал 60 метров на чемпионате Европы в помещении в Вене, дошёл до полуфинала. На Кубке Европы в Турине стал четвёртым на дистанции 200 метров и вторым в эстафете 4×100 метров. На Кубке мира в Монреале финишировал четвёртым в 100-метровой дисциплине, занял четвёртое место в эстафете 4×100 метров.
Благодаря череде успешных выступлений в 1980 году удостоился права защищать честь страны на летних Олимпийских играх в Москве — в программе бега на 200 метров дошёл до стадии полуфиналов.
На чемпионате Европы 1982 года в Афинах был шестым в беге на 100 метров, с личным рекордом 20,46 превзошёл всех соперников в беге на 200 метров, получил серебро в эстафете 4×100 метров.
Рассматривался в качестве кандидата на участие в Олимпийских играх 1984 года в Лос-Анджелесе, однако ГДР вместе с несколькими другими странами восточного блока бойкотировала эти соревнования по политическим причинам. Вместо этого Пренцлер выступил на альтернативном турнире «Дружба-84» в Москве, где завоевал бронзовую награду в зачёте 200 метров.
В 1985 году выиграл серебряную медаль в беге на 200 метров на чемпионате Европы в помещении в Пирее, установив при этом свой личный рекорд — 20,81. На Кубке Европы в Москве стал вторым в эстафете 4×100 метров.
На чемпионате Европы 1986 года в Штутгарте занял седьмое место в беге на 200 метров и вместе с соотечественниками стал серебряным призёром в эстафете 4×100 метров.
Завершил спортивную карьеру по окончании сезона 1988 года.
После объединения Германии были обнародованы секретные документы о государственной допинговой программе в ГДР, и Пренцлера обнаружили в числе спортсменов, использовавших запрещённые вещества. Он получил учёную степень в области спортивных наук, но впоследствии работал страховым агентом. Его сын Стивен так же стал легкоатлетом-спринтером.